# Yamatotakada
Yamatotakada (jap. 大和高田市 Yamatotakada-shi) – miasto w Japonii, na wyspie Honsiu, w prefekturze Nara.

## Położenie
Miasto leży w północno-zachodniej części prefektury, graniczy z miastami:
- Kashiba
- Kashihara
- Katsuragi
- Gose

oraz miasteczko Kōryō.

## Historia
Miasto Yamatotakada powstało 1 stycznia 1948 roku.

## Miasta partnerskie
- Australia: Lismore